# Дрезденский зелёный бриллиант

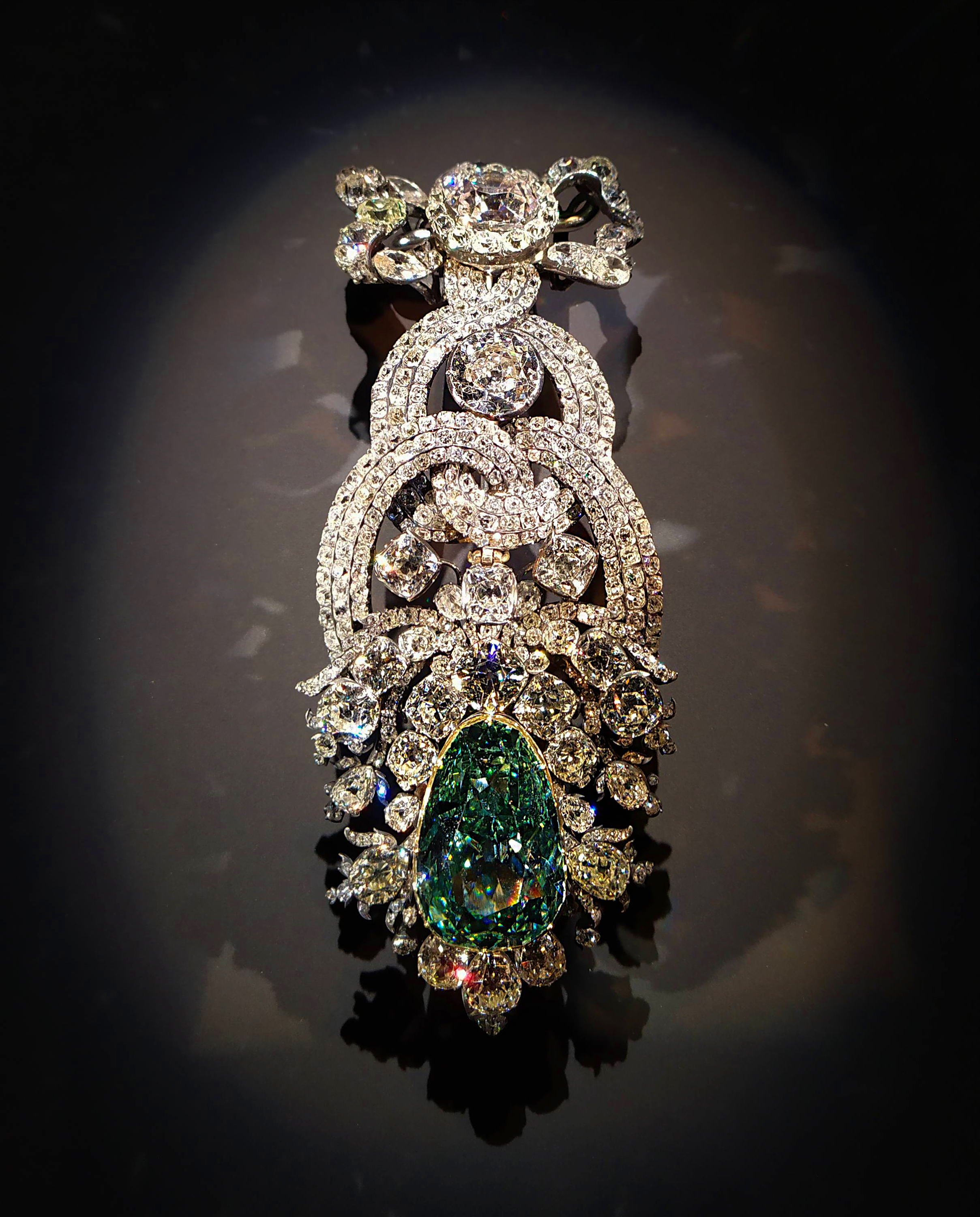
Дрезденский зелёный бриллиант в аграфе для шляпного гарнитура. На экспозиции в «Зелёных сводах», Дрезден

Дрезденский зелёный бриллиант (нем. Dresdner Grüner Diamant) — грушевидный алмаз естественного яблочно-зелёного цвета. Единственный крупный (41 карат, или 8,2 г) образец бриллианта данной разновидности. С XVIII века хранится в дрезденской сокровищнице «Зелёные своды» (нем. Grünes Gewölbe — «Грю́нес Гевёльбе»).

## История камня

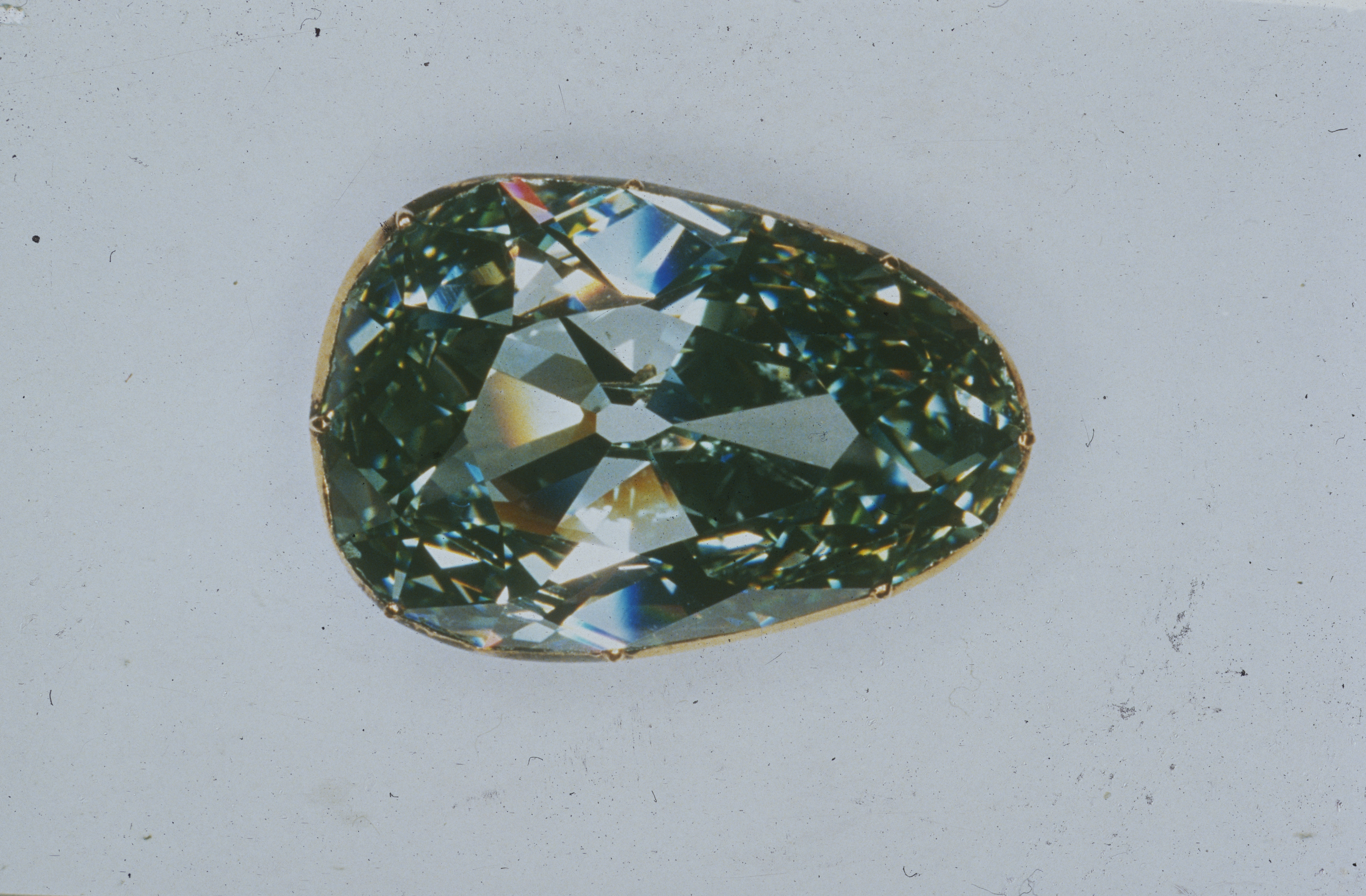
Фотография камня, 1985 г.

С 1726 года уцелело письмо некоего барона Готье, в котором упомянуто предложение лондонского купца продать редчайший зелёный бриллиант саксонскому курфюрсту Августу Сильному за 30 тысяч фунтов. У натуралиста Ганса Слоана имелась копия уникального камня, с указанием, что оригинал был приобретён лондонцем Маркусом Моузесом в Голконде.
Когда камень попал в Саксонию, точно не известно. По некоторым сведениям, камень купил сын Августа Сильного, Август III, на лейпцигской ярмарке 1742 года через голландского посредника за сумму, оцениваемую историками в 400 тысяч талеров. «Цена зелёного миндалевидного камня равнялась стоимости постройки всего Дрезденского собора».
Один из саксонских ювелиров (возможно, сам Динглингер) поместил зелёный алмаз — вместе с двумя крупными белыми (6,3 и 19,3 карата) и 411 мелкими — в аграф для шляпного гарнитура курфюрста. В таком обрамлении камень и дошёл до наших дней. После Второй мировой войны он вместе с другими дрезденскими сокровищами находился в СССР. Вернулся в ГДР в 1958 году.
В 2000 году экспонировался в США. В 2006 году экспонировался в Московском Кремле в рамках выставки «Кабинет драгоценностей Августа Сильного».
Своим редким цветом алмаз обязан природной радиоактивности (алмазы могут менять цвет при облучении). Он использовался в экспериментах для сравнения с алмазами, зелёный цвет которым был придан искусственно, с целью разработать способ отличить их от естественных.